# Felton (Delaware)
Felton je gradić u američkoj saveznoj državi Delaware. Prema popisu stanovništva iz 2010. u njemu je živjelo 1.298 stanovnika.